# Jean Giraudoux

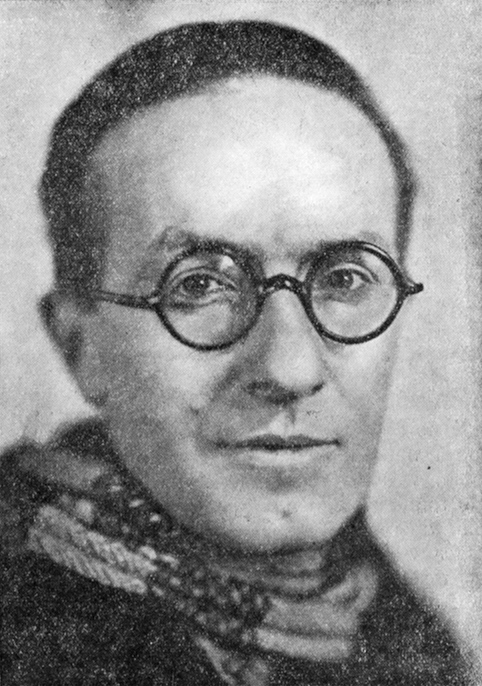
Jean Giraudoux nel 1927

Jean Giraudoux (Bellac, 29 ottobre 1882 – Parigi, 31 gennaio 1944) è stato uno scrittore e commediografo francese.

## Biografia
Viene considerato il più significativo esponente dell'intellighenzia francese fra le due guerre del Novecento.
È stato scritto che Giraudoux rappresentò la manifestazione dello spirito, della società, della cultura borghese, intesi come apice di fusione, unione e trasfigurazione letteraria e morale del costume laico, illuminista e pacifista. Ma si tratta, invero, di uno sguardo riduttivo e, a ben vedere, che falsifica l'impegno, niente affatto borghese di questo Autore, alla conoscenza.
Autore di genio, fornito d'ampie intonazioni interiori più armoniche che letterarie, per la verità, innalzate da fantasia mai autocompiacente, manifeste anche nell'utilizzo di vocaboli raffinati.
Alcuni critici letterari hanno rintracciato in Giraudoux una specie di decadentismo dell'ingegno, affrancato e riscattato dallo spessore dei contenuti, rigorosamente seri e integri, autenticamente protesi nella difesa della dignità, della libertà, dei principi e dei diritti umani, necessari anche nello svolgersi della vita quotidiana di un individuo semplice.
Inoltre, Giraudoux con i suoi lavori partecipò alla riscrittura dei miti antichi trasposti in una ambientazione moderna e contemporanea, non disdegnando di affrontare tematiche impegnate come quelle politiche.
Figlio di Léger Giraudoux, impiegato al Ministero dei trasporti, e di Anne Lacoste, studiò al liceo Lakanal a Sceaux e alle università della Sorbona e di Monaco di Baviera e dopo la laurea viaggiò per lungo tempo sul territorio europeo.
Rientrato in Francia, accettò di collaborare con il Ministero degli Esteri.

### Prima Guerra Mondiale
Mobilitato come sergente nel 298 ° reggimento di fanteria nel 1914, poi nominato sottotenente, fu ferito il 16 settembre sull'Aisne (a nord-est di Vingré), durante la controffensiva seguita alla vittoria di la Marne, ai Dardanelli nel 1915, e nominato Cavaliere della Legion d'Onore (fu il primo scrittore francese ad essere stato insignito di tale nomina). Convalescente, è entrato nell'ufficio propaganda del Ministero degli Affari Esteri grazie a Philippe Berthelot, prima di prendere parte ad una missione militare e diplomatica a Lisbona nell'agosto-novembre 1916. Ha poi preso parte alla “missione di Harvard”, che lo ha guidato negli Stati Uniti nell'aprile-agosto 1917.

### Dopoguerra
In una fase successiva, già di maturità artistica, e dopo aver incontrato Louis Jouvet, con il quale strinse una lunga e fruttuosa collaborazione, scrisse soprattutto testi teatrali: Siegfried (1928), Amphitryon 38 (1929), Judith (1931), Intermezzo (1933), La guerra di Troia non si farà (La guerre de Troie n'aura pas lieu, 1935), Electre (1937), Ondine (1939), Sodome e Gomorrhe (1948).
Il suo primo testo teatrale, Siegfried fu una trasposizione del romanzo Siegfried et le limousin, incentrato sulle divergenze e sui legami tra lo spirito mediterraneo e quello nordico, mettendo in risalto la questione franco-tedesca. Tutti questi suoi lavori risultarono originali, apprezzati e riscossero un ottimo successo.
Postumi sono apparsi i drammi La pazza di Chaillot (La folle de Chaillot, 1945), Per Lucrezia (Pour Lucrèce, 1953) e il romanzo La bugiarda (La menteuse, 1969).
Giraudoux collaborò nel ruolo di giurato assieme a Florence Meyer Blumenthal per il Premio Blumenthal, attivo tra il 1919  e il 1954, assegnato a pittori, scultori, decoratori, architetti, scrittori e musicisti.
Oltre all'attività di scrittore, Giraudoux svolse per molti decenni anche quella di diplomatico.

## Opere
Esordì con un ciclo di romanzi brevi e racconti: Le provinciali (Les provinciales, 1909), Susanna e il Pacifico (Suzanne et le Pacifique, 1921), Bella (1926), Eglantine (1927), nei quali il suo gusto letterario si andò sempre più affinando nell'affrontare tematiche legate alla psicologia femminile.

### Romanzi e novelle
- Provinciales, 1909
- L'École des indifférents (comprendente Jacques, l'égoïste ; Don Manuel, le paresseux ; Bernard, le faible Bernard), 1911
- Lectures pour une ombre, 1917
- Simon le Pathétique, 1918
- Amica America, 1918
- Adieu à la guerre, 1919
- Elpénor, 1919
- Adorable Clio, 1920
- Suzanne et le Pacifique, 1921
- Siegfried et le Limousin, 1922
- Juliette au pays des hommes, 1924
- Bella, 1926
- Églantine, 1927
- Aventures de Jérôme Bardini, 1930
- La France sentimentale, 1932
- Combat avec l'ange, 1934
- Choix des élues, 1939
- La Menteuse, pubblicato postumo nel 1958

#### Opere varie
- Fugues sur Siegfried (1930)
- Racine (1930)
- Les Cinq Tentations de La Fontaine, 1938
- Pleins pouvoirs, saggio 1939
- Littérature, saggio 1941
- Sans pouvoirs
- Visitations, 1947
- Or dans la nuit, (postumo nel 1969)
- Les Contes d'un matin
- De pleins pouvoirs à sans pouvoirs, 1950
- Pour une politique urbaine, 1947

#### Teatro
- Siegfried, 1928
- Amphitryon 38, 1929
- Judith, 1931
- Intermezzo, 1933
- Tessa, la nymphe au cœur fidèle, 1934
- La guerra di Troia non si farà, 1935
- Supplément au voyage de Cook, 1935
- L'Impromptu de Paris, 1937
- Électre, 1937
- Cantique des cantiques, 1938
- Ondine, 1939
- L'Apollon de Bellac, 1942
- Sodome et Gomorrhe, 1943
- La pazza di Chaillot (La Folle de Chaillot, 1945)[4]
- Pour Lucrèce, 1953
- Les Gracques, pubblicata nel 1958
- Les Siamoises, pubblicata nel 1982

#### Cinema (sceneggiature)
- 1942 : La Duchesse de Langeais, di Jacques de Baroncelli opera di Honoré de Balzac
- 1943 : Les Anges du péché di Robert Bresson